# I. Sándor-sziget
Az I. Sándor-sziget vagy Alexander-sziget az Antarktisz legnagyobb és a Föld 28. legnagyobb szigete. A Bellingshausen-tengerben fekszik az Antarktiszi-félszigethez tartozó Palmer-föld mentén. Az utóbbitól a Marguerite-öböl és a VI. György-szoros választja el. Az I. Sándor-sziget a második legnagyobb lakatlan sziget a Devon-sziget után.

## Története

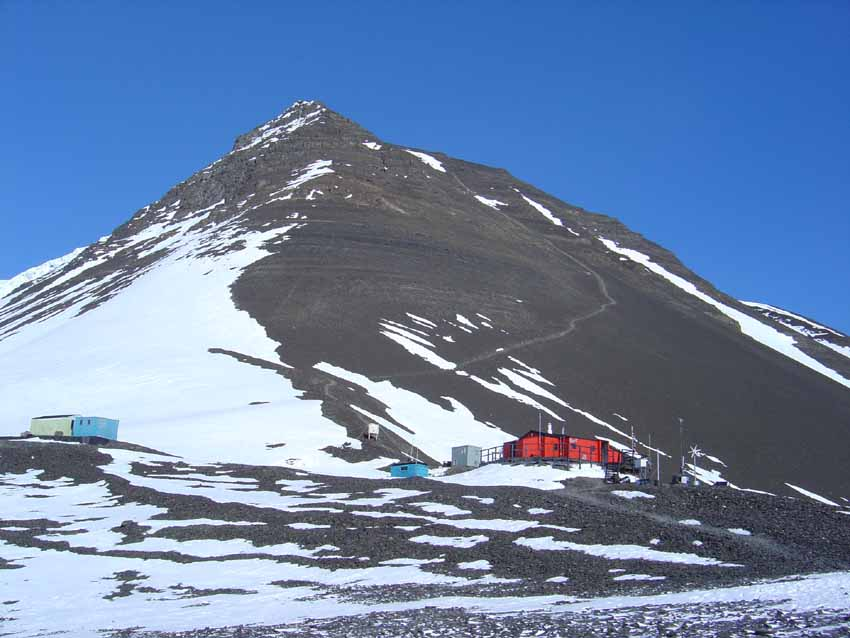
A Fossil Bluff bázis

Az I. Sándor-szigetet 1821. január 28-án fedezte fel az orosz antarktiszi expedíció vezetője, Fabian Gottlieb von Bellingshausen, aki az akkor orosz uralkodóról, I. Sándor cárról adta neki a nevét. Sokáig a kontinens részének hitték, csak 1940 decemberében bizonyította be sziget voltát az Egyesült Államok Antarktiszi Programjának két tagja, Finn Ronne és Carl Eklund, akik szánnal derítették fel a területet. Az 1950-es években az Egyesült Királyság létrehozott egy üzemanyagtöltő és meteorológiai állomást, Fossil Bluff-ot (vagy KG-bázist). A bázist csak néha lakja 2-4 fő.
A szigetre az Egyesült Királyság a Brit antarktiszi terület részeként 1908-ban nyújtotta be igényét. Szintén igényt tart rá Chile (1940 óta) és Argentína (1942-től) is. Az Antarktisz-egyezmény alapján a nemzetközi közösség egyik igényt sem ismeri el. 

## Földrajza

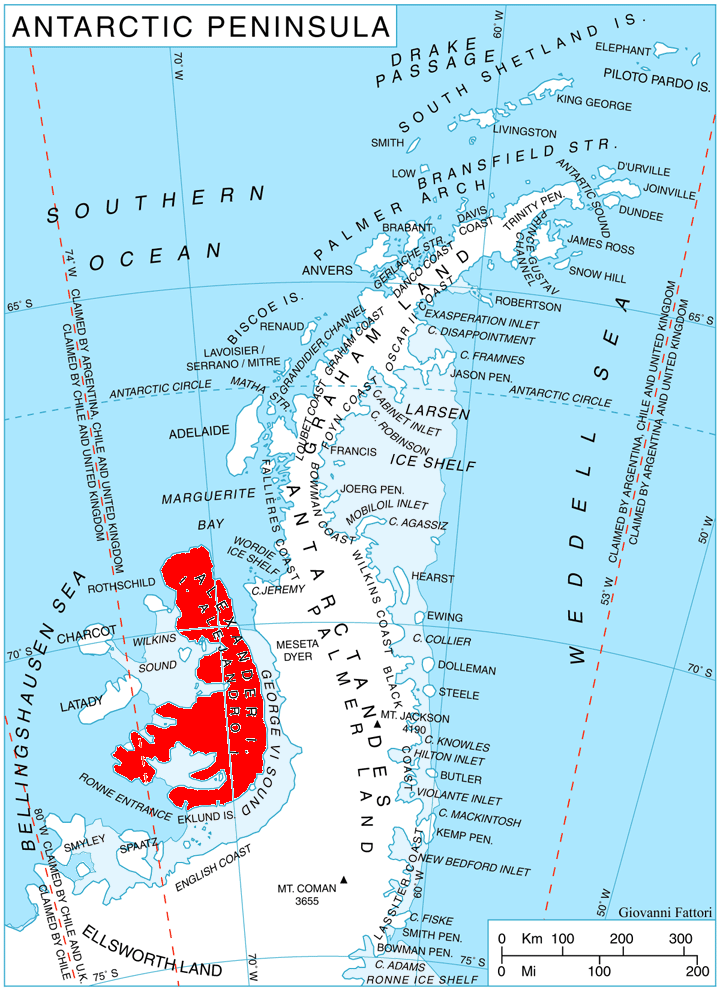
Az I. Sándor-sziget elhelyezkedése

A sziget észak-déli irányban kb. 390 km hosszú, északon 80 km, délen 240 km széles. A kontinenstől elválasztó szorost teljesen kitölti a VI. György-selfjég. Területének döntő részét jég fedi, de van néhány jégmentes terület (mint az Ablation Point-masszívum) és nunatak (jégmentes hegycsúcs) is. Utóbbiak a észak-dél irányban sorakozó hegységek részei.  A hegységek (mint a Colbert-, Havre-, Lassus-, Rouen-, Walton-, Sofia University-hegységek) 1000–2900 m magas csúcsai kiemelkednek az állandó jégpáncélból. Közülük a legmagasabb a Douglas Range-hez tartozó Mount Stephenson (2987 m). A vastag jégréteget alkotó gleccserek három irányba vezetik le a hó formájában hulló csapadékot: délnyugatra a Bach-selfjég, északnyugatra a Wilkins-, keletre pedig a VI. György-selfjég felé (ez utóbbit a Palmer-föld gleccserei is hizlalják).
Az I. Sándor-sziget másik nevezetessége a déli részen elhelyezkedő Hodgson-tó. A két kilométer hosszú és 1,5 km széles tavat a jégkorszak idején még 500 m vastag jég fedte, ami mintegy 13,5 ezer éve vékonyodni kezdett és az utolsó 11 ezer évben  mindössze 3–4 m vastag örök jég takarja a vízfelületet.
Geológiailag a sziget két részre oszlik, a döntő részét kitevő nyugati fél (a teljes sziget a keleti 10–30 km-es sáv kivételével) metamorf üledékes és vulkáni kőzetek komplex együtteséből áll. Legrégebbi darabjai a perm-karbon korszakokból származnak (350–260 millió évesek). A keleti sávot kb. 7 km vastag üledékes kőzet alkotja, amelyben alig találhatóak vetődések és nem ment át metamorfózison. Tengeri eredetű része ammonitesz-, belemnitesz-, kagyló-, csiga- és egyéb fosszíliákban gazdag; folyami üledékből származó részeiben pedig egy őskori erdő függőlegesen álló, akár 5,5 m magas fatörzseire bukkantak. Az itteni kőzetek a korai jura - középső kréta korokból származnak.

## Fordítás
- Ez a szócikk részben vagy egészben  az   Alexander Island című angol Wikipédia-szócikk ezen változatának fordításán alapul.  Az eredeti cikk szerkesztőit annak laptörténete sorolja fel. Ez a jelzés csupán a megfogalmazás eredetét és a szerzői jogokat jelzi, nem szolgál a cikkben szereplő információk forrásmegjelöléseként.